# Pegomya zonata
Pegomya zonata este o specie de muște din genul Pegomya, familia Anthomyiidae. A fost descrisă pentru prima dată de Zetterstedt în anul 1838. Conform Catalogue of Life specia Pegomya zonata nu are subspecii cunoscute.